# 누스라트 이스파하니

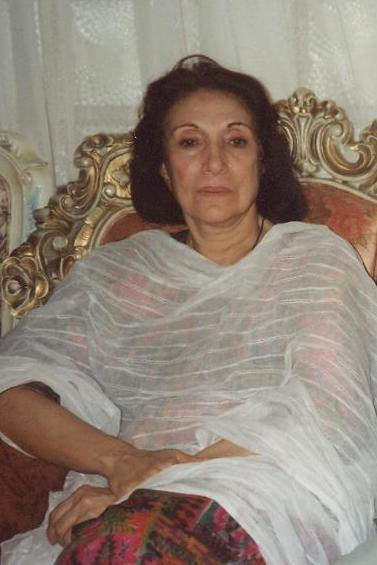
누스라르 부토

누스라트 부토(Nusrat Bhutto, 1929년 3월 23일 ~ 2011년 10월 23일) 는 파키스탄 출신의 이란인이며, 파키스탄의 영부인이다. 1971년부터 1977년까지 파키스탄 대통령과 총리 줄피카르 알리 부토의 아내였다. 그리고 파키스탄 최초의 여성 총리인 베나지르 부토의 어머니이기도 한다. 딸은 두 차례 총리를 지냈으나 2007년 12월 27일에 암살되었다. 그녀는 파키스탄 인민당에 1979년부터 1984년까지 2번째 지도자였다 .